# Choephora
Choephora là một chi bướm đêm thuộc họ Noctuidae.

## Các loài
- Choephora fungorum Grote & Robinson, 1868